# Gretel Pastetel
Gretel Pastetel ist ein deutschsprachiges und satirisches Volkslied in Dialogform. Die erste Strophe ist spätestens 1857 als Kinderreim in der zweiten Auflage von Karl Simrocks Sammlung Das deutsche Kinderbuch nachgewiesen; Simrock übernahm dies später auch in sein Sammelwerk Die deutschen Volksbücher.
August Stöber nahm 1859 eine im elsässischen Zabern aufgezeichnete Textvariante in sein Elsässisches Volksbüchlein auf. Ludwig Grote nahm 1872 ebenfalls die erste Strophe in seinem niedersächsischen Kinderbuch auf. Eine weitere Textvariante aus dem Vogtland veröffentlichte Hermann Dunger 1874.

## Inhalt
Das Lied ist als Dialog zwischen einer ersten unverständig nachfragenden Person und einer zweiten geduldig antwortenden Person namens Gretel aufgebaut. Die Fragen beziehen sich allesamt auf Haustiere auf dem Bauernhof, so werden die Gans, die Kuh, das Haushuhn und das Schwein befragt und besungen. Später im 21. Jahrhundert wurde das Lied um drei weitere Strophen mit den Tieren Katze, Hund und Pferd ergänzt.

## Text
1. Strophe

„Gretel, Pastetel, was machen die Gäns'?“

„Sie sitzen im Wasser und waschen die Schwänz'.“

2. Strophe

„Gretel, Pastetel, was macht eure Kuh?“

„Sie steht im Stall und macht immer 'muh'.“

3. Strophe

„Gretel, Pastetel, was macht euer Hahn?“

„Er sitzt auf der Mauer und kräht, was er kann.“

4. Strophe

„Gretel, Pastetel, was macht euer Huhn?“

„Es gackert und gackert, hat sonst nichts zu tun.“

5. Strophe

„Gretel, Pastetel, was macht euer Schwein?“

„Es wälzt sich im Schlammloch und findet das fein.“

## Varia
Spätestens 1921 war Gretel Pastetel auch in Amerika ein Begriff. In diesem Jahr wurde das Lied von der Bibliothek der University of Illinois als Teil einer Reihe von volkstümlichen Werken in englischer Sprache unter dem Titel On Farms and Ranches als Schellack veröffentlicht.
Gretel Pastetel wurde auch als Titel einer Sammlung von Kinderreimen verwendet, die 1923 im Verlag Gerhard Stalling erschien und seither mehrere Auflagen erlebte.
Der Künstler Gottfried Helnwein, dessen Darstellung von misshandelten und gequälten Kindern in den 1970er Jahren großes Aufsehen erregte, hat einer seiner Zeichnungen den Namen Gretel Pastetel gegeben. Sie zeigt ein Mädchen, das mit unschuldiger Miene ein ermordetes Kind auf dem Schoß hält.